# 杨继昌 (中国大陆)
杨继昌（1946年1月—），生于中国江苏常熟，曾是一位机械工程师、并担任过江苏大学的校长。

## 生平
杨继昌1969年毕业于西安交通大学，其专业是机械制造工艺和设备。毕业后杨继昌首先在新疆地质局就业。1979年他考取江苏理工大学研究生，专业是机械制造工程，1982年获硕士学位。此后除1991年至1993年在香港理工大学外一直在江苏理工大学及后来江苏大学任教，达教授职。1995年7月开始他当任江苏理工大学副校长，2001年8月至2006年任江苏大学校长。